# Daphne Groeneveld
Daphne Groeneveld (ur. 24 grudnia 1994 w Leiderdorp) – holenderska modelka.

## Życiorys
Daphne urodziła się 24 grudnia 1994 roku w mieście Leiderdorp. Obecnie mieszka w Voorschoten. Hobby Daphne to balet i taniec współczesny. Lubi również śpiewać. Jej przyjaciółki modelki to Hailey Clauson, Lindsey Wixson, Zuzanna Bijoch, Iris Egbers i Maud Welzen.

## Kariera
Daphne Groeneveld wystąpiła m.in. w pokazach następujących domów mody i projektantów: Louis Vuitton, Chanel, Miu Miu, Vera Wang, Victoria Beckham, Versace, Prada, Fendi, Gucci, Givenchy, Calvin Klein i Jil Sander.
Znalazła się na okładce magazynu: Vogue i wystąpiła w kilku kampaniach reklamowych.